# Santa Severina
Santa Severina là một đô thị ở tỉnh Crotone, vùng Calabria, phía nam nước Ý. 
Thị trấn này giáp Belvedere di Spinello, Caccuri, Castelsilano, Rocca di Neto, Roccabernarda, San Mauro Marchesato và Scandale.